# 12 Little Spells
Albums de Esperanza Spalding
Exposure
(2017) Songwrights Apothecary Lab
(2022)
12 Little Spells est un album de la chanteuse et contrebassiste américaine Esperanza Spalding, paru le 10 octobre 2018 chez Concord Records.

## À propos de l'album
Né lors d'une résidence d'écriture en Italie, ce projet est construit autour des propriétés curatives de l'art, de l'interaction entre le corps et l'esprit et des idées du Reiki, une méthode de soin « énergétique » japonais. Chacune des chansons de l'album est ainsi dédiée à une partie du corps humain, comme la bouche, les yeux ou les doigts, ainsi qu'à d'autres parties plus ésotériques comme le « portail solaire », que les chansons sont censées soigner,. Spalding aborde ces questions avec l'humour et l'ironie qu'on trouvait dans ces précédents albums.
La musicienne est entourée de son groupe habituel : le guitariste Matthew Stevens et le batteur Justin Tyson.
Une fois enregistrées, les chansons sont publiées, accompagnées d'une vidéo, sur les réseaux sociaux de l'artiste, à raison d'une chanson par jour pendant douze jours. Une série de douze concerts accompagne la sortie de l'album,.
En 2020, l'album remporte le Grammy Award du meilleur album de jazz vocal, et la chanson 12 Little Spells (Thoracic Spine) est nommée au Grammy Award du meilleur arrangement instrumental accompagnant un ou des chanteurs (en).

## À propos de la musique

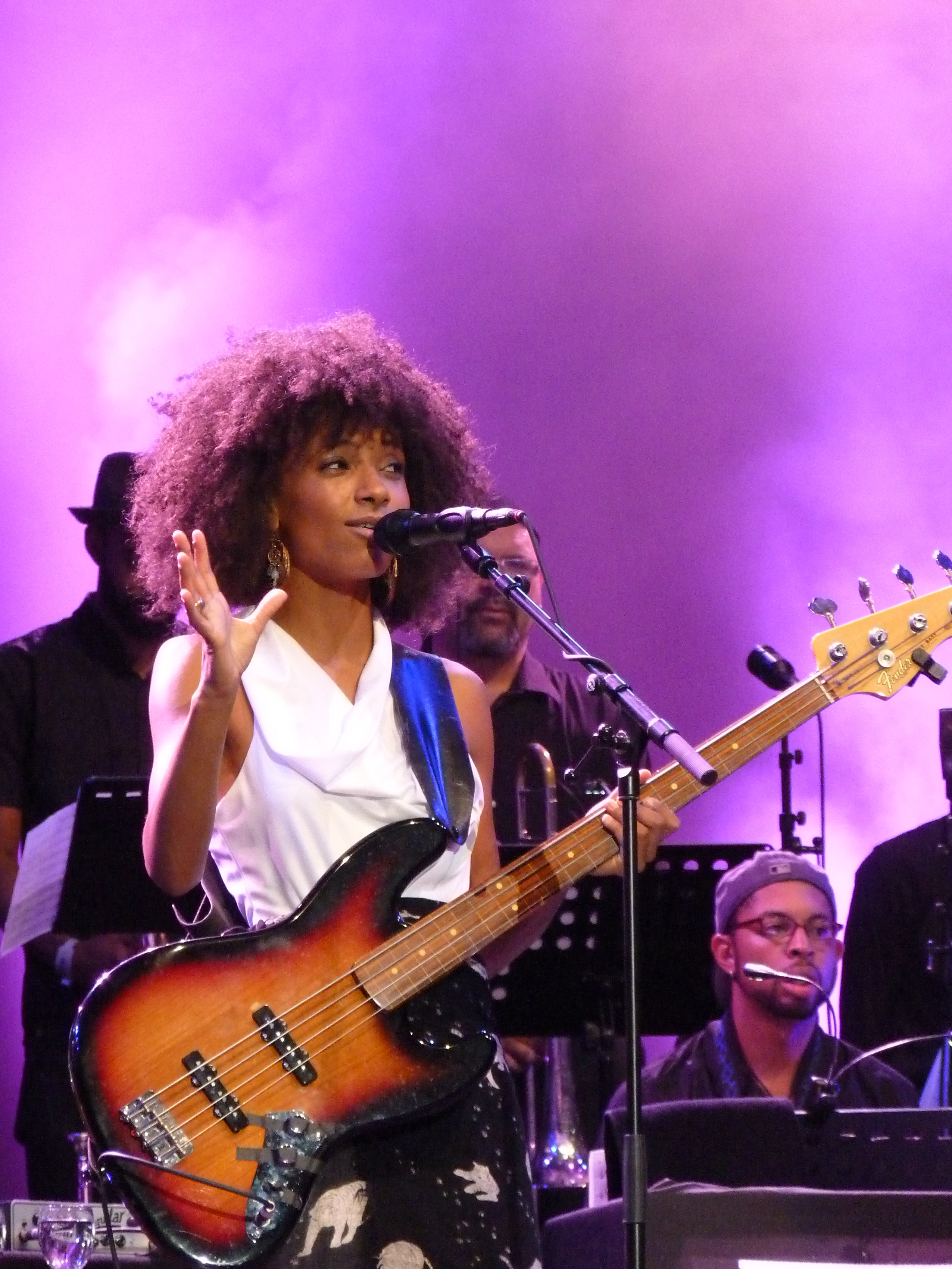
Esperanza Spalding en 2012.

Par son mélange de jazz, de fusion, de RnB et de soul, 12 Little Spells s'inscrit dans la lignée de Radio Music Society et de Emily's D+Evolution. Si Spalding flirte avec la pop, elle s'inscrit plutôt du côté d'une certaine avant-garde hypnotique ou rêveuse ou dans la pop progressive,. La plupart des chansons, et en particulier 12 Little Spells, sont un peu rêveuses ou de travers, évoquant les musiques des programmes pour enfants des années 1970 comme Sesame Street ou The Electric Company (en). On pense aussi à la comédie musicale Hair (Thang) ou à Janet Jackson (Touch in Mine).

## Critique
L'album est salué par la critique (Rolling Stone, Jazz Journal, The Times…), et figure parmi les 28 meilleurs albums de 2018 selon John Pareles et Jon Caramanica du New York Times.
Matt Collar (AllMusic) écrit : « à tous les égards, Spalding dépasse ses influences néo-prog, art rock et avant-gardiste, proposant des chansons regorgeant de paysages sonores harmoniquement et rythmiquement inventifs, ainsi que des paroles qui ressemblent beaucoup à de la poésie ». Pour Sebastian Maniura London Jazz News, l'album est « sérieux et pourtant léger, magique et musical, et mérite une attention qui dépasse le temps d'écoute. L'album devrait résonner avec tous les auditeurs, quelles que soient leurs convictions musicales et spirituelles ». Peter Quinn écrit dans Jazz Wise : « allant du lyrique au fervent, c'est peut-être le disque le plus émouvant que j'ai entendu cette année ».
Ammar Kalia (DownBeat) est un peu plus nuancé, pour qui cet album « pousse Spalding plus loin dans l'exploration d'une écriture influencée par la pop, […] où les motifs de jazz s’entremêlent avec des mélodies accrocheuses. Pourtant, cet hybride pop-jazz-poétique ne suffit pas à contenir la masse des idées de Spalding. L'album gagnerait probablement à donner aux auditeurs plus de temps pour comprendre son message, et plus d'espace pour que sa musique transmette la profondeur de la créativité de Spalding ».

## Liste des morceaux
| No  | Titre                 | Paroles            | Musique                          | partie du corps    | Durée |
| --- | --------------------- | ------------------ | -------------------------------- | ------------------ | ----- |
| 1.  | 12 Little Spells      | Esperanza Spalding | Esperanza Spalding               | Colonne vertébrale | 4:53  |
| 2.  | To Tide Us Over       | Esperanza Spalding | Esperanza Spalding, Justin Tyson | Bouche             | 4:53  |
| 3.  | Until the Next        | Esperanza Spalding | Esperanza Spalding, Justin Tyson | Yeux               | 4:17  |
| 4.  | Thang                 | Esperanza Spalding | Esperanza Spalding               | Hanches            | 4:35  |
| 5.  | Touch in Mine         | Esperanza Spalding | Esperanza Spalding, Justin Tyson | Doigts             | 4:53  |
| 6.  | The Longing Deep Down | Esperanza Spalding | Esperanza Spalding               | Portail abdominal  | 4:35  |
| 7.  | You Have to Dance     | Esperanza Spalding | Esperanza Spalding               | Pieds              | 3:27  |
| 8.  | Now Know              | Esperanza Spalding | Esperanza Spalding               | Portail solaire    | 4:26  |
| 9.  | All Limbs Are         | Esperanza Spalding | Esperanza Spalding, Justin Tyson | Bras               | 3:36  |
| 10. | Readying to Rise      | Esperanza Spalding | Esperanza Spalding               | Jambes             | 5:07  |
| 11. | Dancing the Animal    | Esperanza Spalding | Esperanza Spalding               | Esprit             | 5:07  |
| 12. | With Others           | Esperanza Spalding | Esperanza Spalding               | Oreilles           | 5:52  |

Certaines versions de l'album contiennent quelques pistes bonus :
| No  | Titre          | Paroles            | Musique                          | partie du corps | Durée |
| --- | -------------- | ------------------ | -------------------------------- | --------------- | ----- |
| 13. | Lest We Forget | Esperanza Spalding | Esperanza Spalding, Justin Tyson | Sang            | 5:16  |
| 14. | How To         | Esperanza Spalding | Morgan Guerin                    | Cheveux         | 3:54  |
| 15. | Move Many      | Esperanza Spalding | Matthew Stevens                  | Articulations   | 2:55  |
| 16. | Ways Together  | Esperanza Spalding | Esperanza Spalding               | Épaules         | 3:45  |

## Musiciens
- Esperanza Spalding : chant, basse électrique et acoustique, piano, orgue électrique, bass drum
- Matthew Stevens (en) : guitare, basse électrique
- Justin Tyson : batterie, orgue électrique, synthétiseur, chant
- Aaron Burnett : saxophone
- Burniss Earl Travis II : basse électrique et acoustique, chant
- Rob Schwimmer : synthétiseur
- Corey King : chant
- Atheel Elmalik, Azza Gallab, Britni Lonesome, Gemma Weekes, Lana Homeri, Reiki Choir : chœurs sur Touch in Mine

Les orchestrations sur le premier titre sont écrites par Edmar Colón.
- Katie Hyun : violon
- Sami Merdinian : violon
- Margaret Dyer Harris : alto
- Yves Dharamraj : violoncelle
- Julietta Curenton : flûte, flûte piccolo
- Eric Reed : cor d'harmonie
- Laura Weiner : cor d'harmonie
- Richard Harris : trombone ténor, trombone basse
- Brandon Ridenour : trompette
- Johnny Blevins : trompette